# Microrregión de São Carlos
La microrregión de São Carlos es una de las microrregiones del estado brasileño de São Paulo perteneciente a la mesorregión Araraquara. Su población fue estimada en 2006 por el IBGE en 307.237 habitantes y está dividida en seis municipios. Posee un área total de 3.189,799 km².

## Municipios
- Analândia
- Descalvado
- Dourado
- Ibaté
- Ribeirão Bonito
- São Carlos